# Аббатство Молем
Аббатство Моле́м (фр. abbaye de Molesme) — ныне прекратившее свою деятельность французское
аббатство в бургундском городе Молем, департамент Кот-д'Ор; было основано Робертом Молемским в 1075 году на землях местечка Молем, подаренных графом Тонне́р (Tonnerre).
Как национальный исторический памятник, охраняется французским государством с 23 сентября 1971 года.